# Понте П'єтра (Верона)
Понте П'єтра (Кам'яний міст) — римський арковий міст через річку Адідже у Вероні, який був уперше відкритий у 89 до н. е..

## Історія мосту
Перший дерев'яний міст був уведений в дію 148 року до н. е. під час будівництва Постумієвої дороги. Місце для мосту було вибране з огляду на те, що саме тут швидкість течії і ширина річки (92 м) були мінімальними. 89 року до н. е. дерев'яний міст був замінений на кам'яний. Звідси і його назва — Кам'яний міст.
Оскільки міст існував дуже тривалий час, його не раз доводилось відновлювати після різних руйнацій. Перший серйозний ремонт мав місце в кінці 2-го ст. н. е. Обвалення мосту мали місце після повеней 1007-го і 1153-го років. Ще більш руйнівною була повінь 1232 року, після чого було зруйновано частину арок. Тоді тимчасово для ремонту мосту використовували дерев'яні конструкції, які були замінені на цеглу у 1234 році. Чергова руйнація мала місце у 1239.
У 1298 очільник Верони Альберто I делла Скала звів вежу в місто, до якої примикає один з виходів мосту. У 1368 інший мер міста Кансіноріо делла Скала збудував акведук, який пройшов через міст, для подачі води до кількох будинків в історичному центрі міста і на фонтан Мадонни Верони, розташований в центрі площі П'яцца делле Ербе (Площа Трав).
За той же період міст, на якому розмістилися численні дерев'яні будинки човнярів і борошномелів, а також магазини і таверни, був оснащений також другою баштою.
У 1503 проводились роботи з відновлення мосту повністю з каменю, але через несподіваний обвал в кінці ремонтних робіт довелось знову частково використовувати дерев'яні конструкції.
У 1508 міська адміністрація попросила відомого зодчого Фра Джованні Джокондо (1433—1515) зайнятись реконструкцією мосту, але роботи вдалось розпочати лише після його смерті. За розробленим ним заздалегідь проектом було відновлено три арки в бік центра міста в 1520—1521.
У 1801 році міст було знову оновлено: було знесено одну з башт, а також усунуто багато халуп, побудованих уздовж мосту, оскільки вони не відповідали статусу і величчі цієї давньоримської пам'ятки.
25 квітня 1945 міст був замінований і підірваний відступаючими нацистами, після чого уціліла лише одна арка в бік башти.

## Відновлення 1957—1959
Професор П'єро Гадзола, який опікувався пам'ятниками Верони, за підтримки громадськості, залучив до робіт над відновленням мосту робітників, істориків, художників, інженерів, викладачів вузів, експертів, техніків, які твердо вірили, що міст цей був твором мистецтва. Проектом керував відомий архітектор Ліберо Чеккіні.
Під час дослідження історичних нашарувань мосту було виділено три фази будівництва: римська, середньовічна і венеційська. Перша з них включала використання великих блоків каменю грубої роботи, а шари середньовічного і венеційського періодів мали змішану структуру блоків з каменю і цегли.
При реконструкції мосту було прийнято рішення максимально використовувати оригінальний матеріал, який було піднято з русла річки, але частина елементів була втрачена назавжди. Втрачені фрагменти і елементи мосту бережно відновлювались на основі чисельного графічного і фотографічного матеріалу і документації.
Роботи з реконструкції мосту тривали з 4 лютого 1957 до 3 березня 1959.

## Галерея

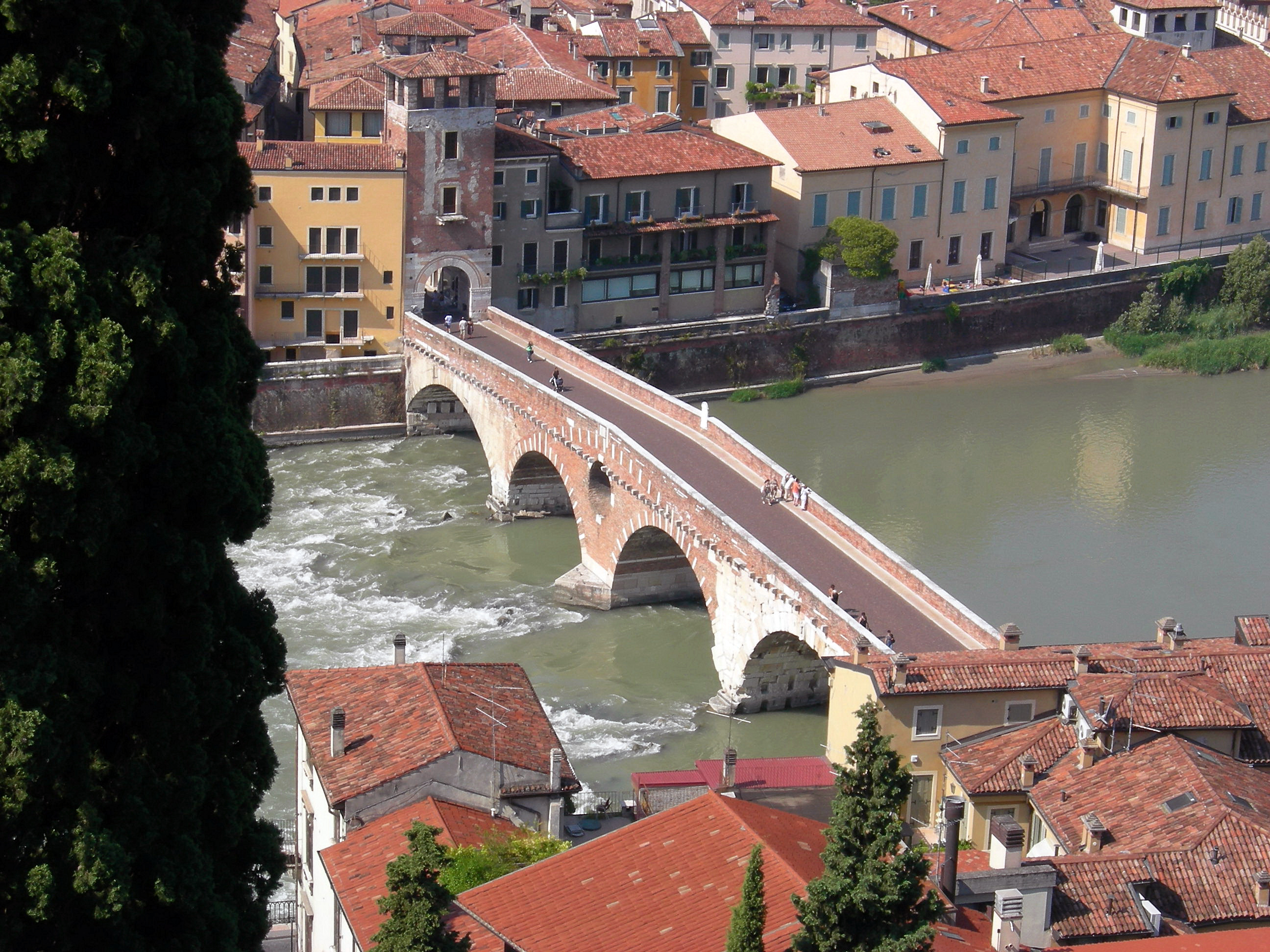
Понте П'єтра
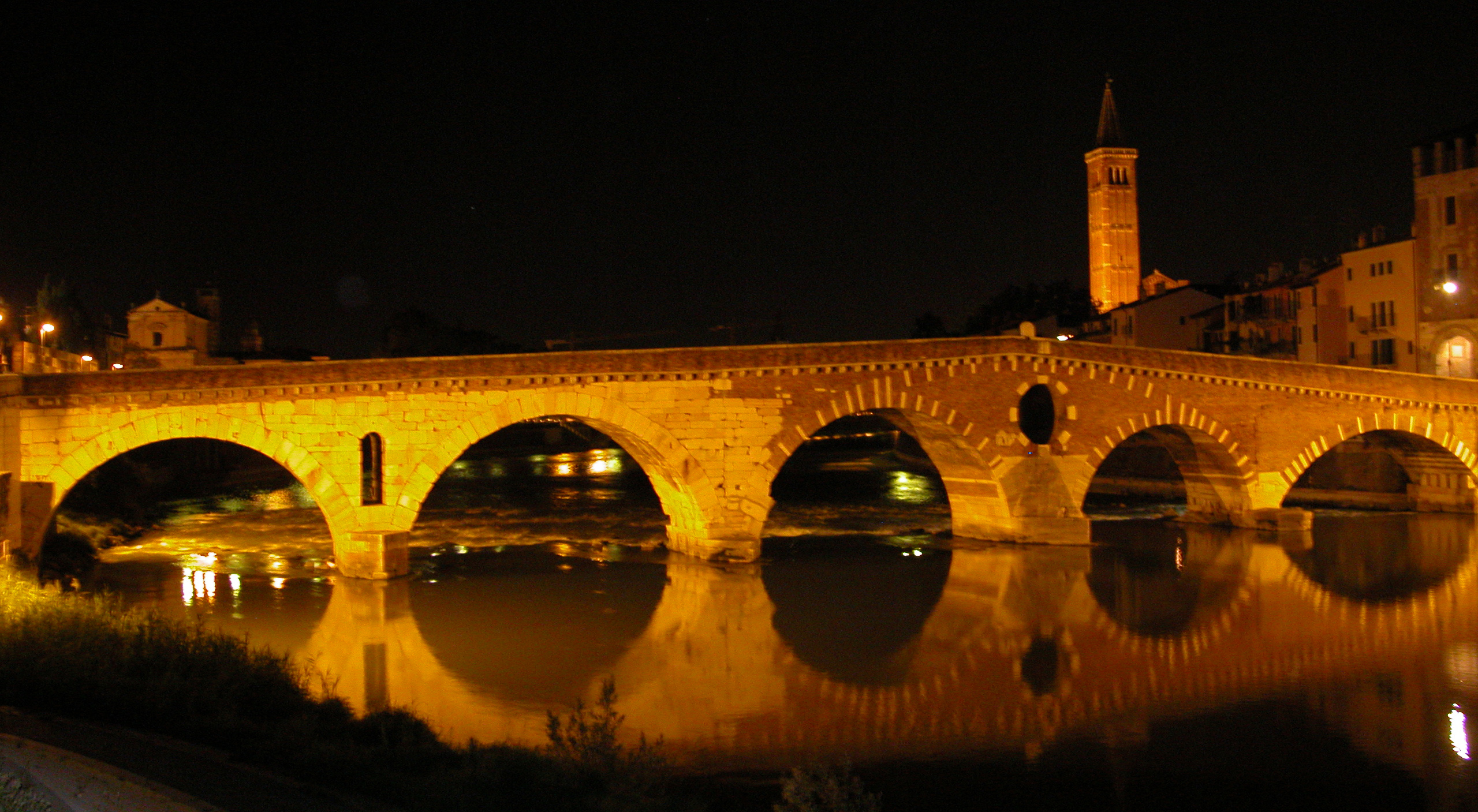
У нічний час
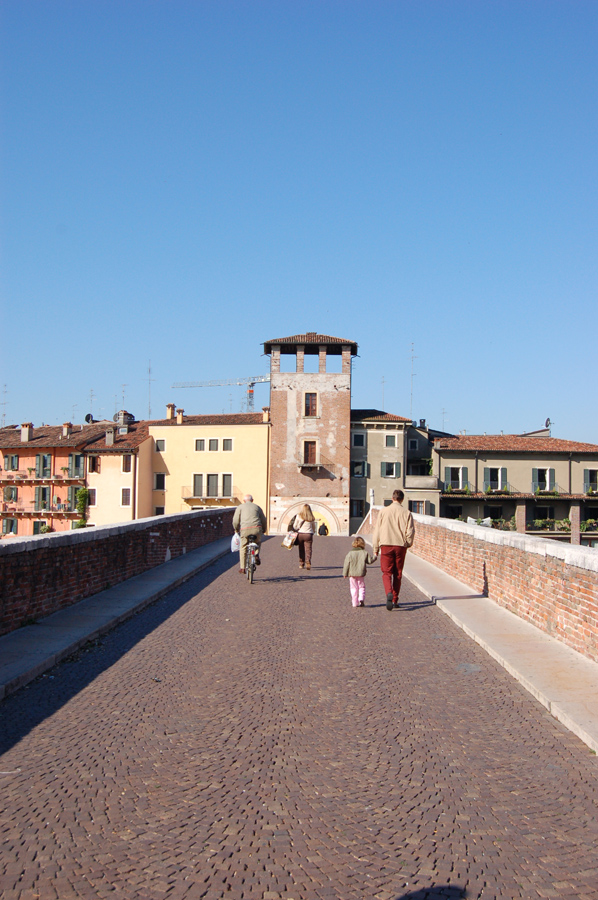
На мосту
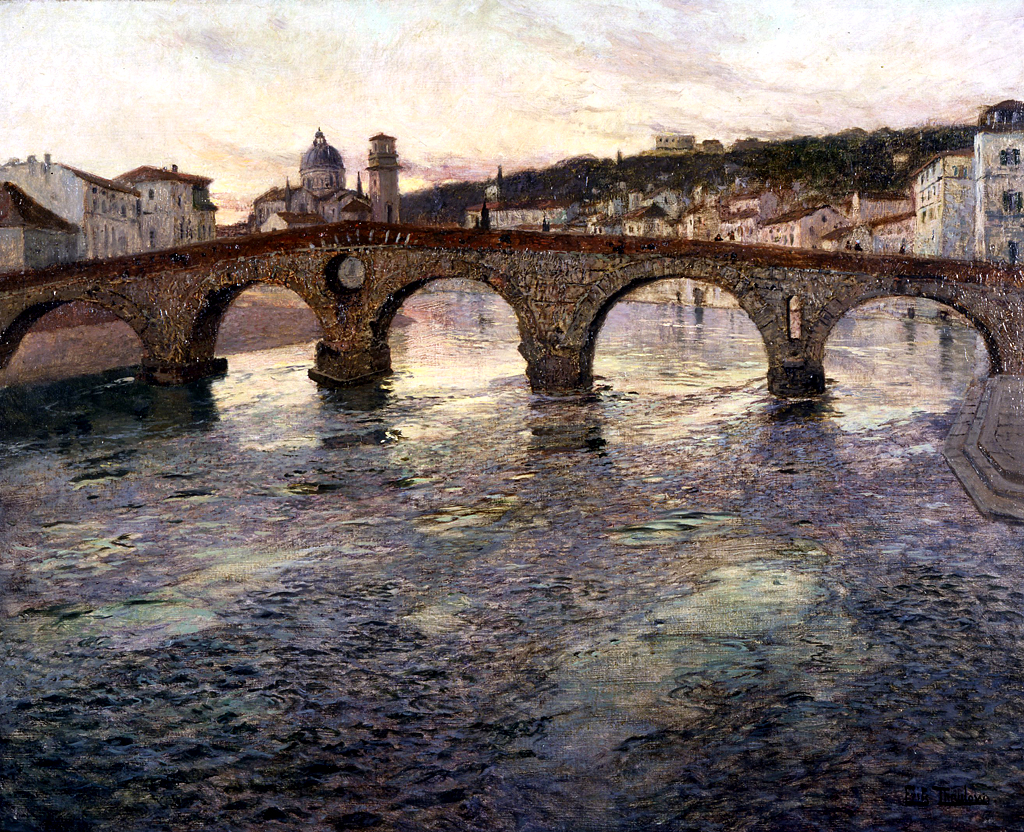
Міст на картині Фріца Таулова. 1894. Олія.